# Саникидзе, Наталия Фоминична
Наталия Фоминична Саникидзе (1931, село Ингири, Зугдидский район, ССР Грузия) — колхозница колхоза «Ингири» Зугдидского района, Грузинская ССР. Герой Социалистического Труда (1949).

## Биография
Родилась в 1931 году в крестьянской семье в селе Ингири Зугдидского района. Трудиться начала в годы Великой Отечественной войны на чайной плантации колхоза «Ингири» Зугдидского района, председателем которого был Иродий Георгиевич Чургулия. Состояла в чаеводческом звене Ксении Павловны Сарсания.
В 1948 году собрала 6393 килограмма зелёного чайного листа на участке площадью 0,5 гектара. Указом Президиума Верховного Совета СССР от 29 августа 1949 года удостоена звания Героя Социалистического Труда за «получение высоких урожаев сортового зелёного чайного листа и цитрусовых плодов в 1948 году» с вручением ордена Ленина и золотой медали «Серп и Молот» (№ 4583).
Этим же указом званием Героя Социалистического Труда были награждены труженики колхоза «Ингири» бригадир Григорий Максимович Каличава, звеньевая Ксения Павловна Сарсания, колхозницы Венера Максимовна Джиделава, Тина Илларионовна Каличава, Ольга Петровна Чкадуа, а также агротехник и секретарь парторганизации колхоза «Ингири» В. С. Карчава, оформленный для награждения как звеньевой (лишён звания Героя Социалистического Труда в 1953 году).
За выдающиеся трудовые результаты по итогам работы в 1949 году была награждена Орденом Трудового Красного Знамени.
После выхода на пенсию проживала в родном селе Ингири.
Награды
- Герой Социалистического Труда
- Орден Ленина
- Орден Трудового Красного Знамени (19.07.1950)